# Alicia Markova

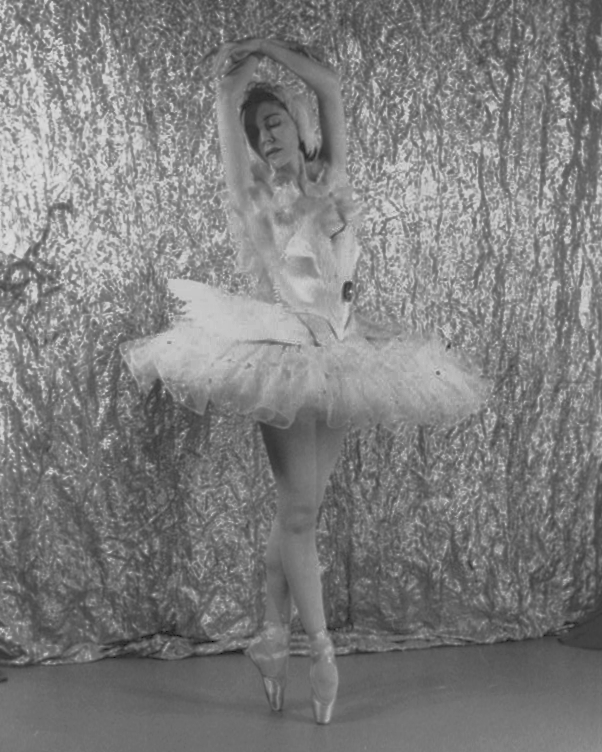
Alicia Markova.

Alicia Markova (1 de diciembre de 1910 – 2 de diciembre de 2004) fue una Primaballerina británica.
Nació Lilian Alice Marks de parientes acaudalados de Finsbury Park distrito de Londres. Su padre, Alfred, era judío, y su madre, Eileen, era cristiana. 
A los ocho años de edad, Marks recibió clases de ballet para corregir supuestos problemas con sus brazos y pies. Pronto fue descubierta por el empresario ruso Serguéi Diáguilev, quien quería que bailase en sus Ballets Rusos. Marks se unió a la compañía de Diáguilev en Montecarlo a los 14 años, e hizo giras por toda Europa. Fue Diáguilev quien "rusificó" su nombre a Alicia Markova para eludir el prejuicio entonces común de que sólo las rusas podían ser buenas ballerinas.
Después de la muerte de Diáguilev en 1929, Markova regresó a Inglaterra donde ayudó a lanzar el The Ballet Club (posteriormente Ballet Rambert), el Vic Wells Ballet (que últimamente se convirtió en el Royal Ballet) y el Markova-Dolin Ballet (con Antón Dolin).
Markova apareció en ballets por todo el mundo, pero es sobre todo recordada por su Giselle, tanto como por La muerte del cisne y Les Sylphides. Durante la Segunda Guerra Mundial re-formó los Ballets Rusos en los Estados Unidos y también apareció en películas de Hollywood.
El público adoraba a la pequeña ballerina inglesa, y fue llamada 'La Pávlova en miniatura', y 'The best dancer ever to live' (La mejor bailarina que jamás vivió).
Markova fundó su propia compañía, Festival Ballet (ahora el English National Ballet), en 1950. Se retiró de la danza activa en 1963. Después de habérsela designado Dame, se hizo maestra y viajó por el mundo dirigiendo compañías de ballet.
Tiempo después de haber sufrido un accidente cerebrovascular, Dame Alicia murió el 2 de diciembre de 2004 en un hospital en Bath, Somerset, un día después de haber cumplido su cumpleaños 94.

## Imágenes
- La Galería de la Ballerina - Alicia Markova

- Datos: Q179196
- Multimedia: Alicia Markova / Q179196